# Minder i mol
Denne artikel er bogen The Notebook, for artiklen om filmen, se The Notebook (film).
Minder i mol er en amerikansk romantisk roman fra 1996 af Nicholas Sparks. Romanen blev i 2004 filmatiseret under romanens originaltitel The Notebook. Bogen og filmen har dog vidt forskellige handlingsforløb. 
Romanen var den første, som Sparks fik udgivet. Inden da havde han skrevet The Passing og The Royal Murders, som aldrig blev udgivet. Bogen blev skrevet i løbet af seks måneder i 1994. Litteratur-agenten Theresa Park opdagede Sparks ved et tilfælde, og da hun kunne lide bogen, tilbød hun at repræsentere ham. I oktober 1995 fik Park forhandlet sig til et forskud til Sparks på $1 mio. fra Time Warner Book Group, og romanen blev udgivet i oktober 1996. Den var på New York Times' bestsellerliste i samme uge, som den blev udgivet. Minder i mol lå i et år på listen over hardback bestsellere.
Inspirationen til Minder i mol kom fra Sparks' bedsteforældre, som havde været gift i mere end tres år, da Sparks' første gang mødte dem. Sparks beundrede, hvor meget parret betød for hinanden og skrev romanen, som et forsøg på at beskrive denne kærlighed.  

## Plot
Historien begynder med, at en 80-årig Noah går ind på Allies værelse på ældrehjemmet. Allie har nu alzheimers og har bedt om disse besøg af Noah. Historien som Noah begynder at fortælle til Allie, foregår 49 år tidligere. Historien begynder med, at Allie vender tilbage til New Bern i sin søgen efter Noah. Hun har set hans billede med en tilhørende artikel om et gammelt historisk hus han har renoveret, i avisen. Noah har tænkt på Allie og da de mødes igen, flammer de gamle følelser for Allie op igen. Allie, som er forlovet, mærker også de gamle følelser for Noah dukke op igen. Hun prøver at ignorere følelserne, da hun er i et dilemma. Hun vil have sikkerhed, som hun kan få med den mand hun nu er forlovet med, men som hun ikke elsker. På den anden side, elsker hun Noah, men han har ingen finansielle sikkerheder.

## Forskelligheder fra filmen
En forskel fra bogen til filmen, er at filmen viser hvordan Allie og Noah mødes og faktisk helt hen til deres veje skilles, mens bogen kun fortæller de vigtigste begivenheder. I filmen er dagbogen skrevet af både Noah og Allie. Dagbogen er skrevet for at Allie for, at hun kan huske fortiden. Begivenhederne i romanen foregår for det meste, mens Noah og Allie er 31 og 29, mens begivenhederne i filmen er opdelt i deres første sommer sammen og "7 år efter" (i romanen er det først "14 år efter").  